# Hidroklorotiazid
Hidroklorotiazid je stari lijek, biciklički sulfonamidni diuretik. Jedan je od najznačajnijih diuretika. Smatra se prototipom tiazidskih diuretika, i jedan je od najkorištenijih diuretika. 

## Djelovanje
On je umjereni diuretik i dovodi do izlučivanja 5-10% filtriranog natrija. Inhibirajući reapsorpciju natrija u distalnim bubrežnim tubulima hidroklorotiazid povećava izlučivanje natrija i vode. Također ubrzava protok tubularne tekućine s elektrolitima distalno do mjesta izlučivanja vodika i kalija. Zbog smanjenja plazmatskog volumena povećava se izlučivanje aldosterona što povećava reapsorpciju natrija te gubitak kalija i vodika. Nakon peroralne primjene hidroklorotiazida, diureza nastupa unutar 2 sata, dostiže maksimum nakon 4 sata i traje oko 6 do 12 sati.

## Primjena
On se malo kad koristi samostalno, ali se zato vrlo često kombinira s brojnim antihipertenzivnim lijekovima kao što su ACE inhibitori, ATII inhibitori, beta-blokatori, a koristi se i u kombinaciji s diureticima koji štede kalij (amilorid, triamteren). Naime, hidroklorotiazid dovodi do povećanog gubitka kalija, pa stoga može izazvati opasnu hipokalijemiju. Ali, u kombinaciji s diureticima koji štete kalij, amiloridom i triamterenom takav učinak na koncentraciju kalija znatno se ublažava. Također, ACE inhibitori povećavaju serumski kalij, pa kombinacija s hidroklorotiazidom dovodi do uravnoteženja koncentracije kalijevih iona u serumu. Njegova definirana dnevna doza iznosi 25 mg, ali u kombinacijama s drugim antihipertenzivnim lijekovima dolazi u manjim dozama. 

## Nuspojave
Najčešće moguće nuspojave hidroklorotiazida jesu slabost, hipotenzija, neravnoteža elektrolita, hipokalijemija, hiperglikemija, hiperuricemija, impotencija, pankreatitis, vrtoglavica, zatajenje bubrega, intersticijski nefritis, eritema multiforme te mišićni spazam.